# HD 330075 b
HD 330075 b는 직각자자리 방향으로 지구로부터 약 164광년 떨어진 곳에 있는 외계 행성이다. 어머니 항성 HD 330075를 돌고 있다. 2004년 2월 10일 제네바 외계 행성 탐사진이 유럽 우주국 라 실라 천문대 소재 HARPS 분광사진기를 이용하여 찾아냈다.
이 행성의 질량은 목성의 4분의 3 정도이다. 항성으로부터 소위 ‘펄펄 끓는’ 궤도를 돌고 있으며 그 거리는 지구~태양 간격의 23분의 1에 불과하다. 따라서, 행성이 항성 주위를 한바퀴 도는, 행성의 1년은 지구 시간으로 3일 남짓에 불과하다.